# Bro Goth Agan Tasow
Bro Goth Agan Tasow (korniska: Mina fäders gamla land) är en av Cornwalls inofficiella nationalsånger. Melodin är skriven av James James 1856 och är densamma som Wales och Bretagnes nationalsånger, Hen Wlad Fy Nhadau respektive Bro gozh ma zadoù. The Song of the Western Men, även känd som Trelawny, används även ofta som Cornwalls nationalsång och är mer känd bland befolkningen i Cornwall.

## Text
Bro goth agan tasow, dha flehes a'th kar,

Gwlas ker an howlsedhes, pan vro yw dha bar?

War oll an norvys 'th on ni scollys a-les,

Mes agan kerensa yw dhis.
Kernow! Kernow, y keryn Kernow;

An mor hedra vo yn fos dhis a-dro

'Th on onan hag oll rag Kernow!
Gwlascor Myghtern Arthur, an Sens kens, ha'n Gral

Moy kerys genen nyns yw tiredh aral,

Ynnos sy pub carn, nans, menydh ha chi

A gews yn Kernowek dhyn ni.
Kernow! Kernow, y keryn Kernow;

An mor hedra vo yn fos dhis a-dro

'Th on onan hag oll rag Kernow!
Yn tewlder an bal ha war donnow an mor,

Pan esen ow qwandra dre diryow tramor

Yn pub le pynag, hag yn keniver bro

Y treylyn colonnow dhiso. 
Kernow! Kernow, y keryn Kernow;

An mor hedra vo yn fos dhis a-dro

'Th on onan hag oll rag Kernow!